# Trosselbach
Der Trosselbach ist ein rechter Nebenfluss des Hagenbachs im baden-württembergischen Landkreis Tuttlingen, der östlich der Stadt Trossingen fließt.

## Name
Der Name Trosselbach ist eine Kompositum mit dem Grundwort -bach und dem Ortsnamen Trossingen, welcher hier unter dem Einfluss der Vogelart Drossel verballhornt ist.

## Hydronomastik
Je nach Datenquelle werden die Abschnitte des Bachs unterschiedlich bezeichnet. Im AWGN wird der gesamte Bachlauf bis hinauf zum Entstehungsgebiet im Brühlwald als Trosselbach geführt. Die TK 25 und die historische Flurkarte Württembergs nennen den Oberlauf oberhalb des Gaugersees Ziehengraben, der Layer Gewässername des AWGN benutzt diese Bezeichnung auch noch unterhalb des Sees bis zum Zufluss des Faultalbachs. OpenStreetMap und die historische Flurkarte benennen den Mittellauf, etwa zwischen dem Gaugersee und der Aldinger Gemeindegrenze, als T(h)albach.

## Geographie

### Verlauf
Der Trosselbach entspringt etwa anderthalb Kilometer südöstlich von Trossingen im Landkreis Tuttlingen als Ziehengraben im sogenannten Brühlwald. Von dort fließt er nach Westen in den künstlich angelegten Gaugersee. Der Bach bildet hier die Gemarkungsgrenze zwischen Schura und Trossingen. In den See mündet von links auch der Löhlebach. Der Trosselbach verlässt den See an dessen Nordufer und fließt weiter in nördliche, später nordöstliche Richtung entlang des Trossinger Stadtrands. Aus dem nördlichen Trossinger Stadtgebiet kommend, mündet von links der Talbach. Bei der Unteren Mühle fließt ihm von rechts der Faultalbach zu. Kurz vor der Mündung wendet sich der Trosselbach wieder nach Norden, worauf er am Ortsrand von Aixheim von rechts und Süden auf einer Höhe von 608,5 m ü. NHN in den Hagenbach mündet.
Der ungefähr 8 km lange Lauf des Trosselbachs endet ca. 120 Höhenmeter unterhalb seines Quellgebiets, er hat somit ein mittleres Sohlgefälle von etwa 15 ‰. Seine Länge übertrifft die des aufnehmenden Hagenbachs bis zur Mündung etwas, sein Teileinzugsgebiet das des Hagenbachs bis dorthin sogar deutlich.

### Einzugsgebiet
Das Einzugsgebiet des Trosselbachs ist ca. 16,5 km² groß und umfasst  den sogenannten Kleinen Heuberg zwischen Trossingen und Aldingen sowie die gesamte Ortslage von Trossingen. Der höchste Punkt liegt auf 816,2 m ü. NHN auf dem Bildstöckle im Südosten. Im Norden und Osten grenzen die Einzugsgebiete der Prim und ihrer Zuflüsse Hagenbach, Marbach und Sulzbach an. Im Westen grenzen die Einzugsgebiete von Weigenbach und dessen Zufluss Steppach an, die zum Neckar entwässern. Im Süden verläuft die europäische Hauptwasserscheide zwischen Rhein und Nordsee diesseits und Donau und Schwarzem Meer jenseits, die angrenzenden Einzugsgebiete der Elta und ihrer Zuflüsse Lombach und Schönbach entwässern zur fernen Donau.

## Schutzgebiete
Der Trosselbach fließt durch das Landschaftsschutzgebiet Trosselbachtal sowie das Landschaftsschutzgebiet Trosselbach-, Hagenbach- und Primtal. Der Oberlauf bis zum Gaugersee liegt zudem im FFH-Gebiet Baar, Eschach und Südostschwarzwald.

### LUBW
Amtliche Online-Gewässerkarte mit passendem Ausschnitt und den hier benutzten Layern: Lauf und Einzugsgebiet des Trosselbachs

Allgemeiner Einstieg ohne Voreinstellungen und Layer: Daten- und Kartendienst der Landesanstalt für Umwelt Baden-Württemberg (LUBW) (Hinweise)
1. 1 2  Höhe ermittelt über WPS-Prozess (Geländehöhe).
2. ↑  Länge nach dem Layer Gewässernetz (AWGN).
3. ↑  Einzugsgebiet nach dem Layer Basiseinzugsgebiet (AWGN).

### Andere Belege
1. ↑  Friedrich Huttenlocher: Geographische Landesaufnahme: Die naturräumlichen Einheiten auf Blatt 178 Sigmaringen. Bundesanstalt für Landeskunde, Bad Godesberg 1959. → Online-Karte (PDF; 4,3 MB)
2. ↑  Modellierte Werte nach Abfluss-BW Gewässerknoten MQ/MNQ
3. ↑  Albrecht Greule: Deutsches Gewässernamenbuch. Walter de Gruyter, Berlin / Boston 2014, ISBN 978-3-11-057891-1, S. 546, „Trosselbach“ (Auszug in der Google-Buchsuche).